# 1254 Erfordia
1254 Erfordia è un asteroide della fascia principale del diametro medio di circa 45,48 km. Scoperto nel 1932 da Johannes Franz Hartmann, presenta un'orbita caratterizzata da un semiasse maggiore pari a 3,1339260 UA e da un'eccentricità di 0,0381021, inclinata di 7,06569° rispetto all'eclittica.
Il suo nome è un omaggio alla città di Erfurt, in Germania, luogo di nascita scopritore.